# جون ريني
جون ريني (29 يوليو 1970 - ) (بالإنجليزية: John Rennie)‏ هو لاعب كريكت زيمبابوي.

## وصلات خارجية
- جون ريني على موقع إي آس بي آن كريك إنفو (الإنجليزية)